# Piatti (voertuigen)

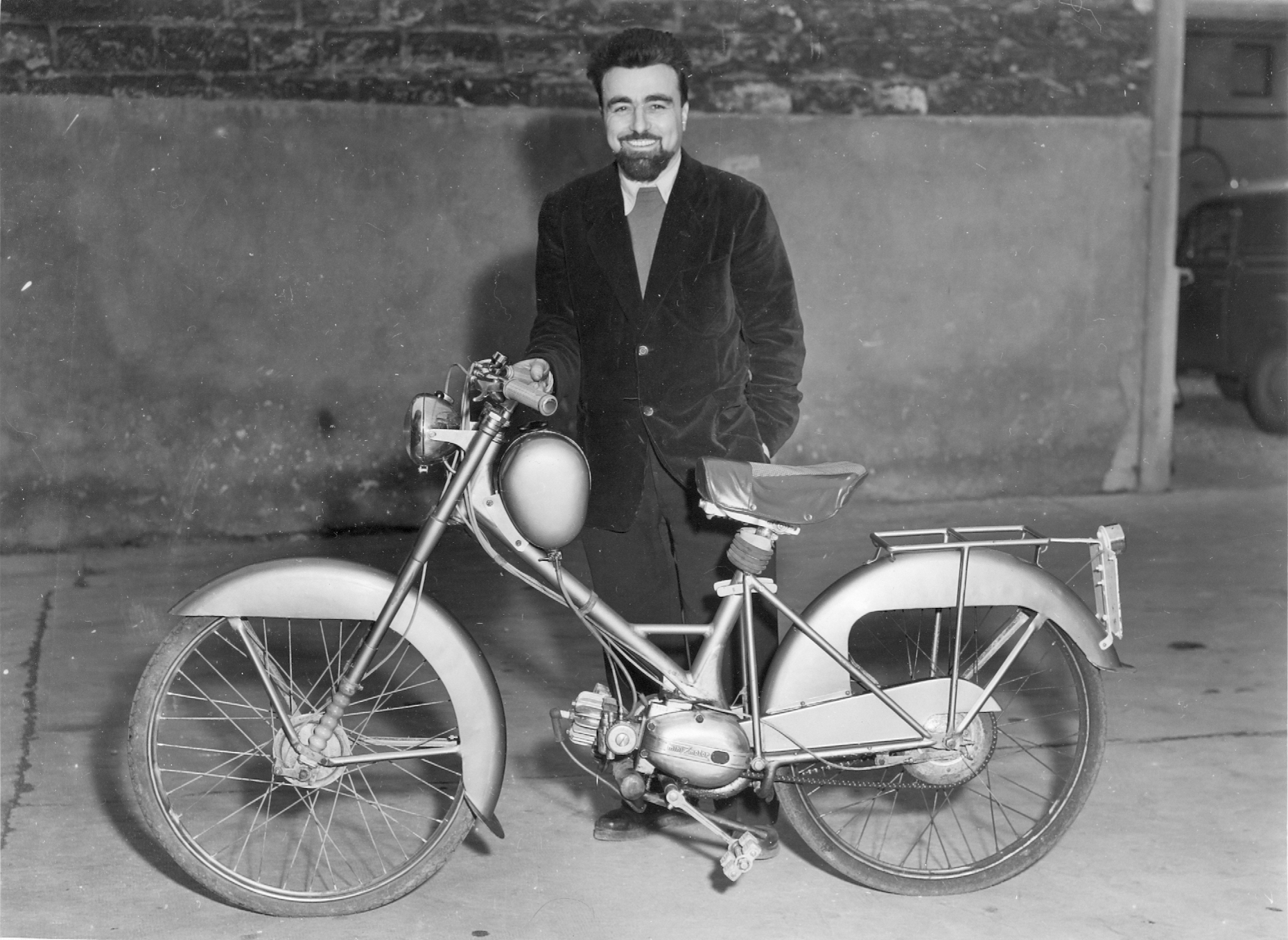
Vincent Piatti met zijn 50cc-Mini Motor

Piatti is een historisch merk van hulpmotoren en scooters.
Piatti Anc. Ets. D'Ieteren Frères S.A. Bruxelles (1950-1958).
Vincenzo Piatti construeerde eerst de Mini Motor-hulpmotor en vanaf 1950 produceerde hij de Piatti-scooter. Deze had een 124cc-eencilinder-tweetaktmotor.
Piatti bouwde een zelfdragende carrosserie waardoor het motorblokje niet meer vlak voor het achterwiel hoefde te zitten. Daardoor was de wegligging een stuk verbeterd en ook de koeling was veel beter dan bij andere scooters.
De Piatti-scooters werden nooit in Italië geproduceerd, maar voor zover bekend alleen bij D'Ieteren in Brussel en Cyclemaster in Hayes. Later ontwikkelde Piatti tweetaktmotoren voor het Engelse AMC.